# Dromatheriidae
Dromatheriidae — вимерла родина прозостродонтових цинодонтів, близькоспоріднених ссавцям. Представники родини відомі з пізнього тріасу (від карнію до рету) в Індії, Європі та Північній Америці. За винятком кількох фрагментів щелепи, дроматеріїди відомі в основному за їхніми секторальними (розрізають м'ясо) щічними зубами. Зуби були досить типовими для ранніх прозостродонтів, оскільки вони були лабіолінгвально стиснуті (сплющені збоку), з одним коренем і коронкою, що містили поздовжній ряд гострих горбків. Особливо дроматериїди мають дуже вузьку та симетричну коронку (якщо дивитися зверху) без помітного цингулума (гребінь або ряд куспул, що прилягають до головних куспул).
Зуби дроматериїд у середньому мають чотири головні куспули, хоча деякі мають лише два (Dromatherium) або три (Tricuspes), або навіть шість (Inditherium, Pseudotriconodon). Попри те, що зуби мають єдиний корінь, вертикальна борозна з обох боків кореня, мабуть, є ознакою, що притаманна двом повністю розділеним кореням ссавцеподібних. Звертаючи увагу на цю умову, деякі автори припустили, що дроматериїди є парафілетичною групою, предками ссавців. Інші дослідження натомість вважають, що найближчими родичами дроматеріїд є «теріогерпетиди» Therioherpeton і Meurthodon, яких навіть можна віднести до родини. Однак ширші куспи Therioherpeton і розділений корінь Meurthodon перешкоджають їхньому положенню в Dromatheriidae.